# Spreadeagle

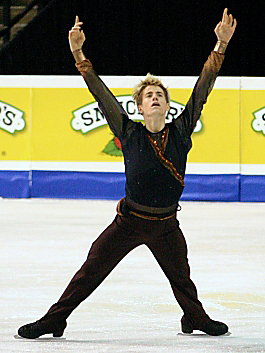
Jeffrey Buttle mit einem Spreadeagle beim Eislauf

Der aus dem Englischen stammende Begriff Spreadeagle (seltener spread-eagle oder spread eagle) bezeichnet eine Körperhaltung, bei der ein Mensch seine Arme und Beine weit ausstreckt. Die Stellung trägt ihren Namen in Anlehnung an einen Adler (engl. eagle), dessen Schwingen ausgebreitet sind (engl. spread). Die Position ist vor allem bei Sportarten wie Eiskunstlauf, Tanz und Skydiving sowie bei sexuellen Handlungen wie Geschlechtsverkehr (hier auch als „Seestern“ bekannt) und als Fesselposition bei Bondage gebräuchlich.